# Museum Schnütgen
Museum Schnütgen is een museum van kerkelijke en middeleeuwse kunst in het centrum van de Duitse stad Keulen.

## Geschiedenis
De geschiedenis van het museum begon in 1906, toen de kanunnik en kunstverzamelaar Alexander Schnütgen zijn omvangrijke collectie middeleeuws beeldhouwwerk en liturgische voorwerpen aan de stad Keulen overdroeg. De voorwaarde daarbij was dat de stad de kunstschatten in een museum voor het publiek toegankelijk zou maken.

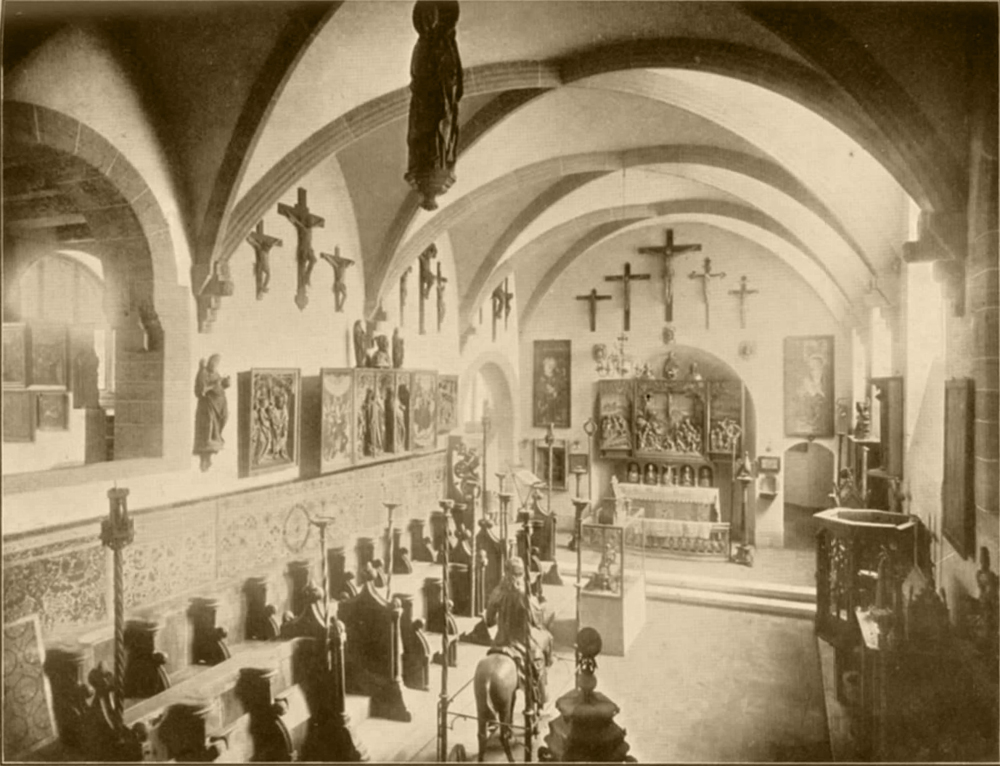
Gewelfde zalen, ca. 1910

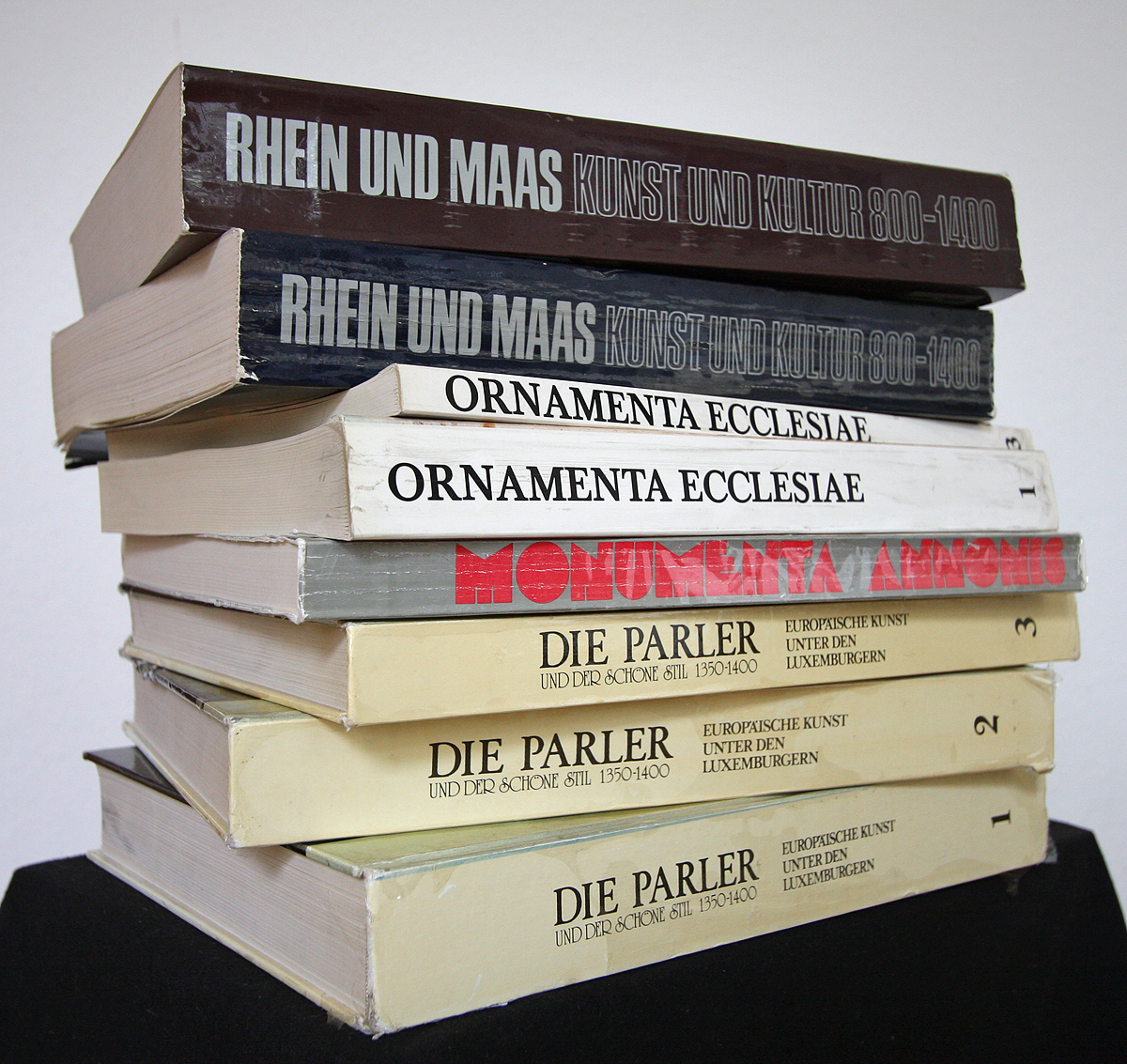
Catalogi van grote exposities in de jaren '70

Aanvankelijk vormde het museum een uitbreiding van het bestaande Kölner Kunstgewerbemuseum aan de Hansaring (tegenwoordig: Museum für Angewandte Kunst). De zalen waren kerkachtig gewelfde ruimten, die vol met beelden, kerkmeubilair, liturgische voorwerpen en gewaden stonden. In 1910 ging het museum voor het publiek open. In 1932 verhuisde het museum naar het oude Sint-Heribertklooster in Deutz, waar het de beschikking kreeg over ruim 2000 m2 tentoonstellingsoppervlakte, die op een zeer strakke, Bauhaus-achtige wijze was ingericht. Een deel van de collectie werd in deze tijd uitgewisseld met het Kunstgewerbemuseum en het Wallraf-Richartz-Museum. In 1939, aan het begin van de Tweede Wereldoorlog, sloot het museum, zoals alle Keulse musea.
In 1956 was het Schnütgen-Museum het eerste Keulse museum dat weer openging, nu in de romaanse Sint-Ceciliakerk, waar door architect Karl Band een functioneel administratiegebouw aan toegevoegd werd. In 1977 werd het museum heringericht, waarbij ook de heropende crypte een museale functie kreeg. In deze periode organiseerde het museum enkele grote en spraakmakende tentoonstellingen over middeleeuwse kunst, waarvoor in het museum zelf geen ruimte was, zoals Rhein und Maas (Rijnlandse en Maaslandse kunst; 1972; 218.000 bezoekers in 2 maanden, daarna in Brussel te zien), Monumenta Annonis – Köln und Siegburg (1975) en Die Parler und der schöne Stil 1350–1400 (1978).
Begin 21e eeuw werd de vaste collectieopstelling in de kerk opnieuw gewijzigd, waarvoor het museum van oktober 2001 tot maart 2003 moest sluiten en een deel van de collectie op tournee ging, onder andere naar München, Neurenberg en Parijs. Daarna vond een grote uitbreiding plaats (2006-10), de bouw van het zogenaamde Kulturquartier, waar ook het naastgelegen Rautenstrauch-Joest-Museum en enkele andere culturele instellingen gebruik van maken. Vóór de opening van de nieuwbouw in 2010 was er in de kerk slechts ruimte voor hooguit 10% van de collectie; nu is dat 15-20% (circa 2000 objecten). Met name voor de glaskunst is meer ruimte beschikbaar. Daarnaast vinden in de nieuwbouw tijdelijke exposities plaats.

## Gebouwen
Het voornaamste tentoonstellingsgebouw van het Museum Schnütgen is de uit de 12e eeuw daterende voormalige kapittelkerk van Sint-Cecilia. Het interieur van de kerk is sterk aangepast aan de museale functie. De crypte is flink uitgebreid en toegankelijk gemaakt voor de bezoekersstroom.
Het eenvoudig vormgegeven administratiegebouw van Karl Band uit de naoorlogse periode is bij de recente uitbreiding gehandhaafd. Tussen dit gebouw en de kerk ligt een plantsoen, dat als kloostertuin wordt aangeduid. In de strak vormgegeven nieuwbouw van het Kulturquartier kreeg het Schnütgen 1900 m2 extra tentoonstellingsruimte toegewezen. Het hoge atrium doet dienst als gedeelde foyer met het naastgelegen Rautenstrauch-Joest-Museum voor volkenkunde.

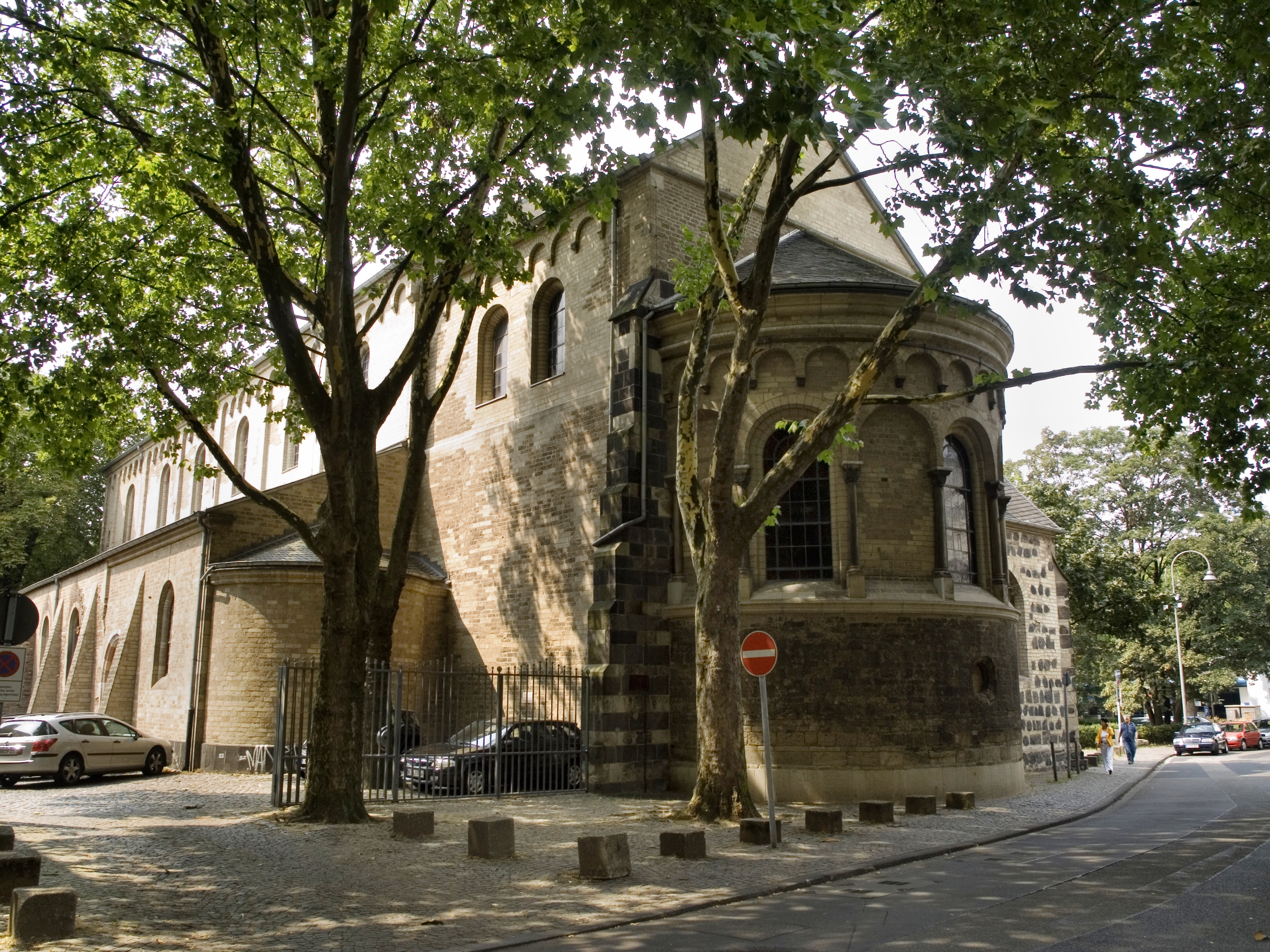
Sint-Ceciliakerk
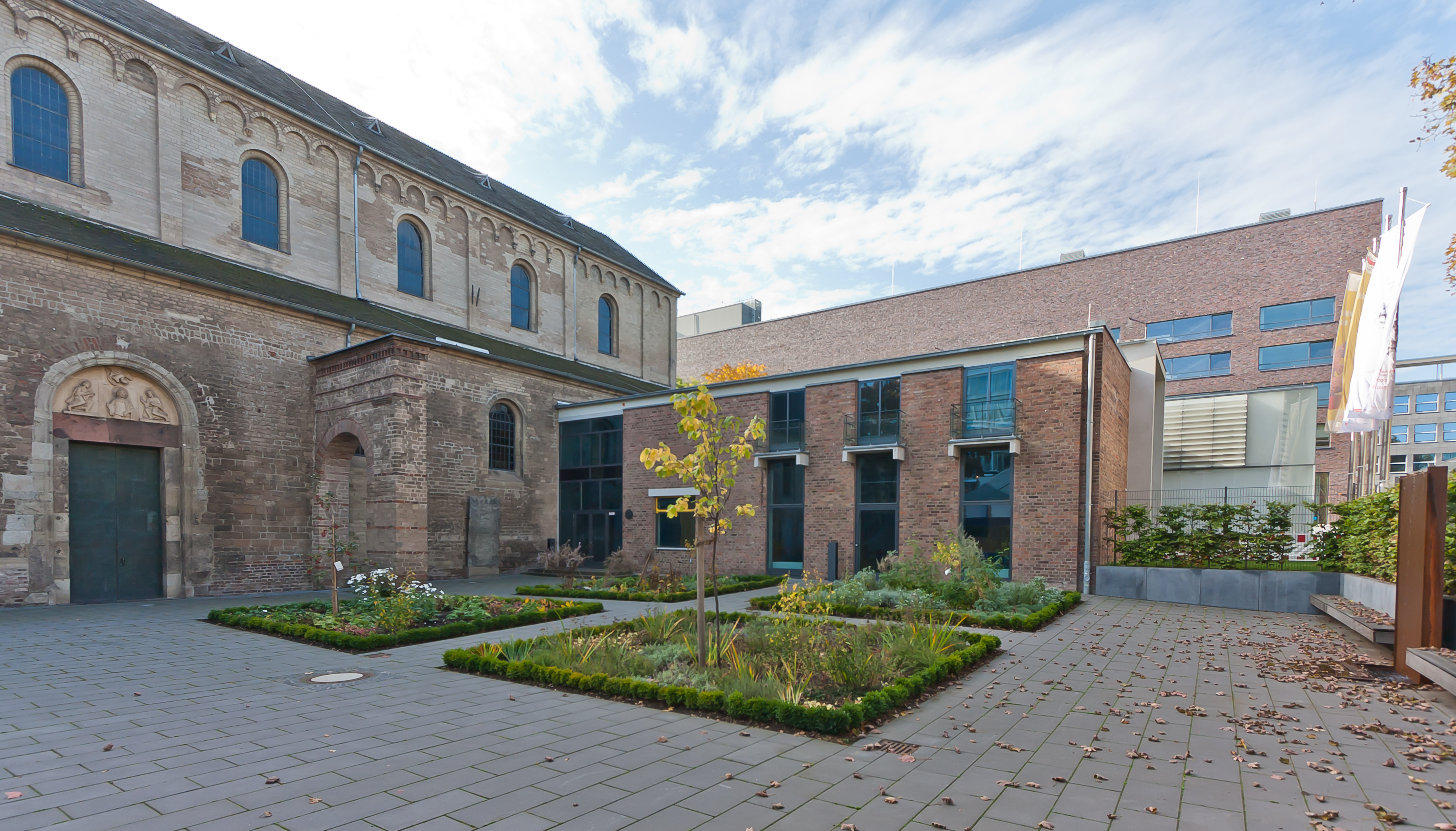
Kerk, kloostertuin & bijgebouw
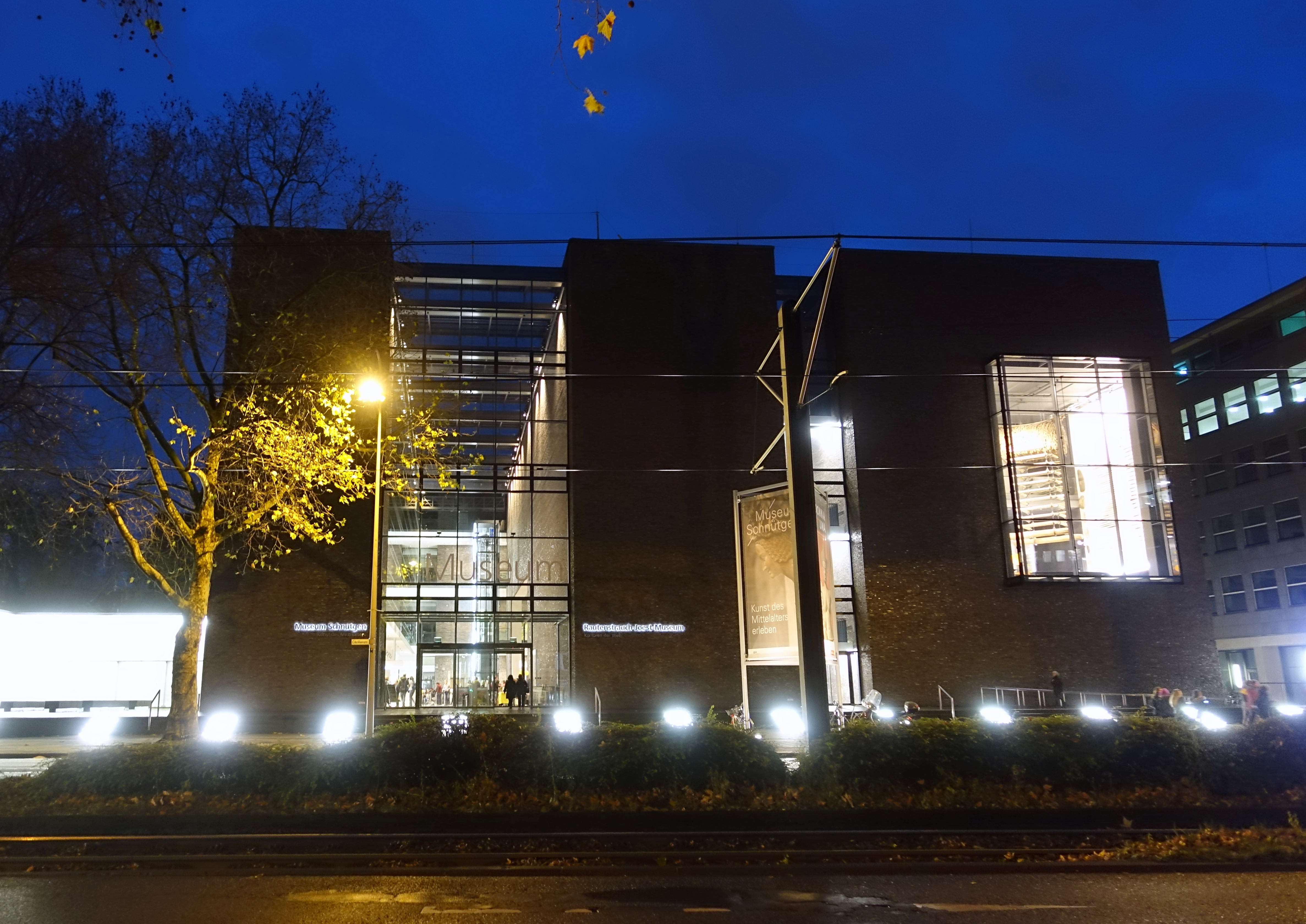
Gezamenlijk entreegebouw
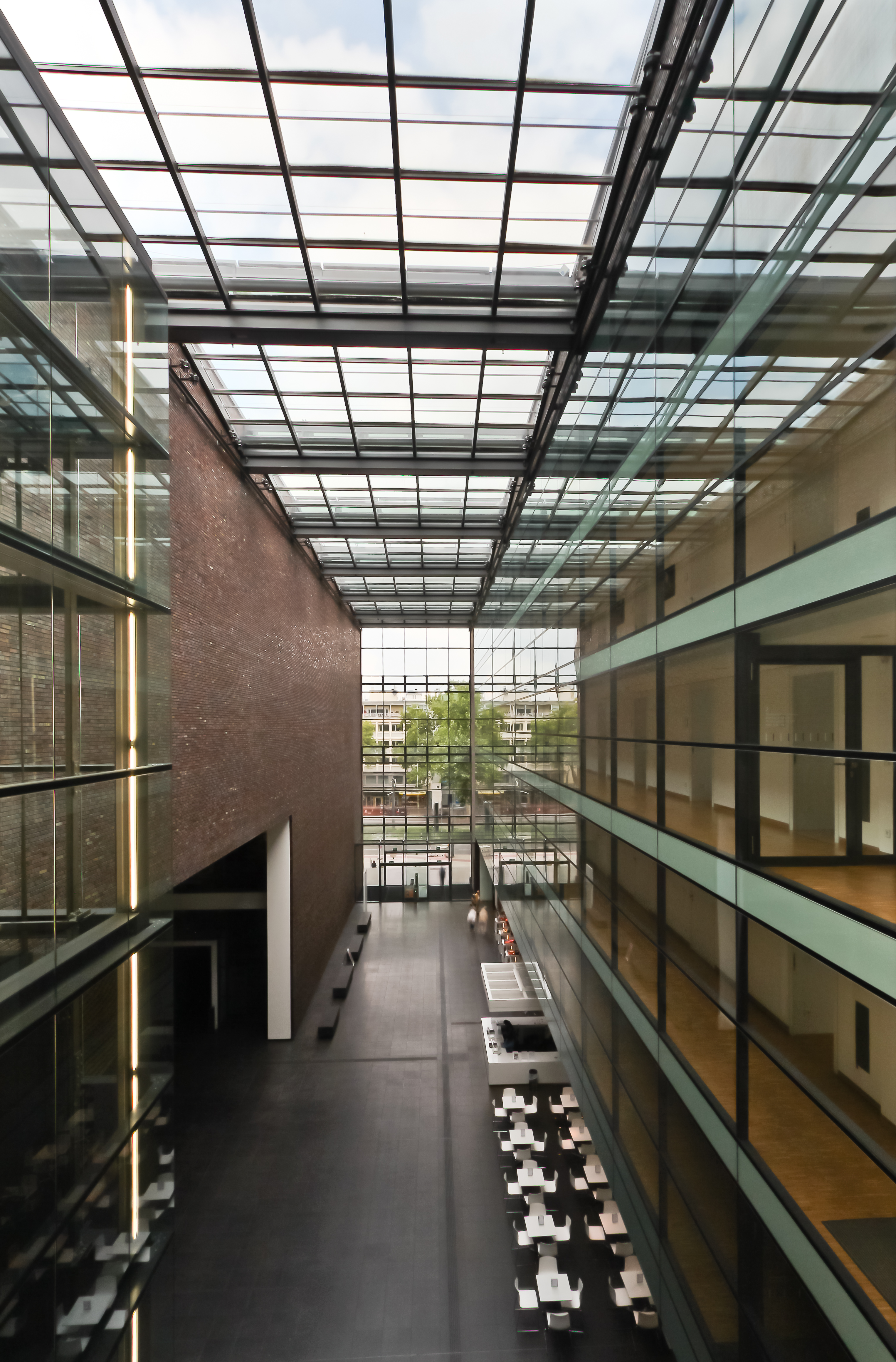
Gedeelde foyer

## Collecties
De museumcollectie bestaat enerzijds uit religieuze beelden, houten retabels en ivoren reliëfs, enkele schilderijen en een uitgebreide verzameling gebrandschilderd glas, voornamelijk uit de middeleeuwen. Een ander deel bestaat uit religieuze toegepaste kunst (liturgisch vaatwerk, reliekhouders, boeken, handschriften en paramenten), eveneens met de nadruk op de middeleeuwen.

### Beeldhouwkunst
Enkele hoogtepunten uit de collectie beelden en reliëfs:
- Harrach-diptiek, Akens hofatelier, ca. 800;[4]
- Heribert-kam, gesneden ivoren kam voor liturgisch gebruik, Metz, ca. 850-900;[5]
- Neuerburgs crucifix, Trier?, begin 11e eeuw;[6]
- Georg-crucifix, Rijnlands, 11e eeuw;[7]
- Timpaan van de Sint-Ceciliakerk, ca. 1160-70;[8]
- Vioolspeler, Maas-Rijnlands reliëf, ca. 1190-1200;[9]
- Akense Madonna, madonna met kind als sedes sapientiae, Aken, ca. 1230;[10]
- Marmeren beelden van het voormalige hoogaltaar van de Dom van Keulen, ca. 1310-20;
- Keulse raadhuisprofeten, 8 beelden van profeten, afkomstig van het middeleeuwse raadhuis, ca. 1414;
- Arnt van Kalkar: Aanbidding der Koningen (retabel), 1480-85;
- Jan Borreman: Brussels passieretabel, ca. 1520;
- De vier patriarchen, afkomstig van een Antwerpse boom van Jesse, ca. 1520;
- Arnt van Tricht?: Passieschrijn, ca. 1535-40;[11]
- Joachim Hennen: Dance macabre, ivoren beeldje, ca. 1680.[12]

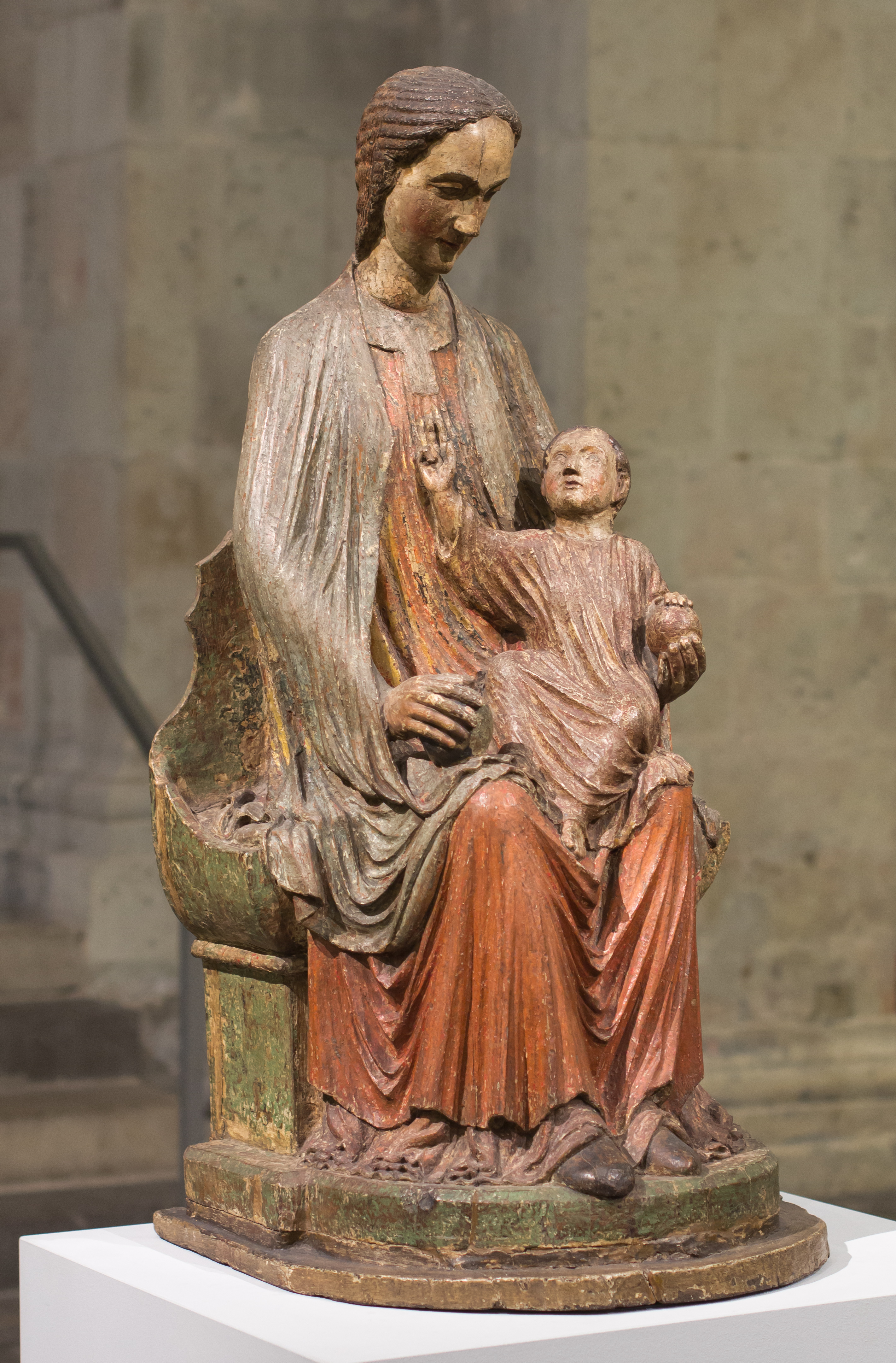
Akense Madonna
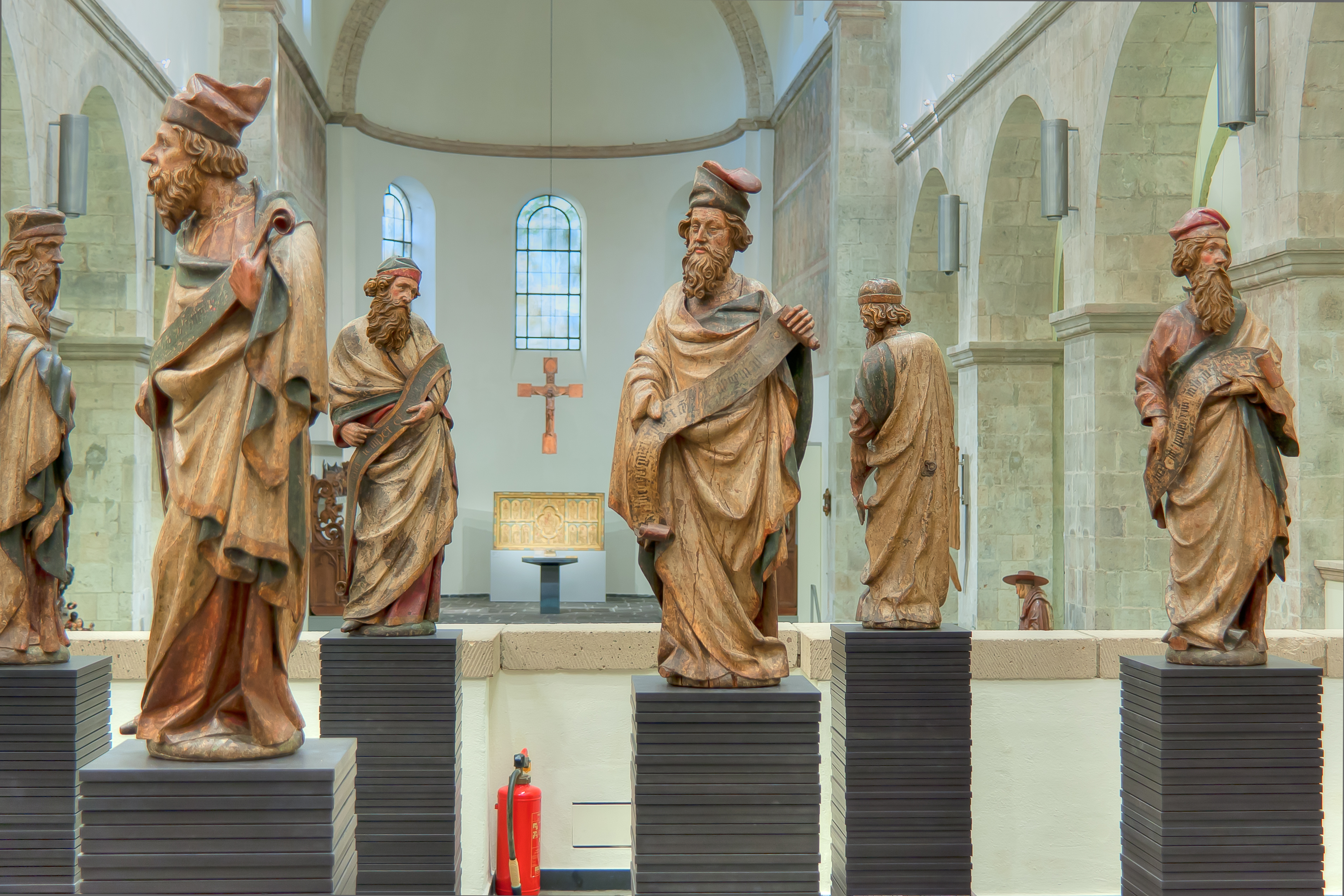
Keulse raadhuisprofeten
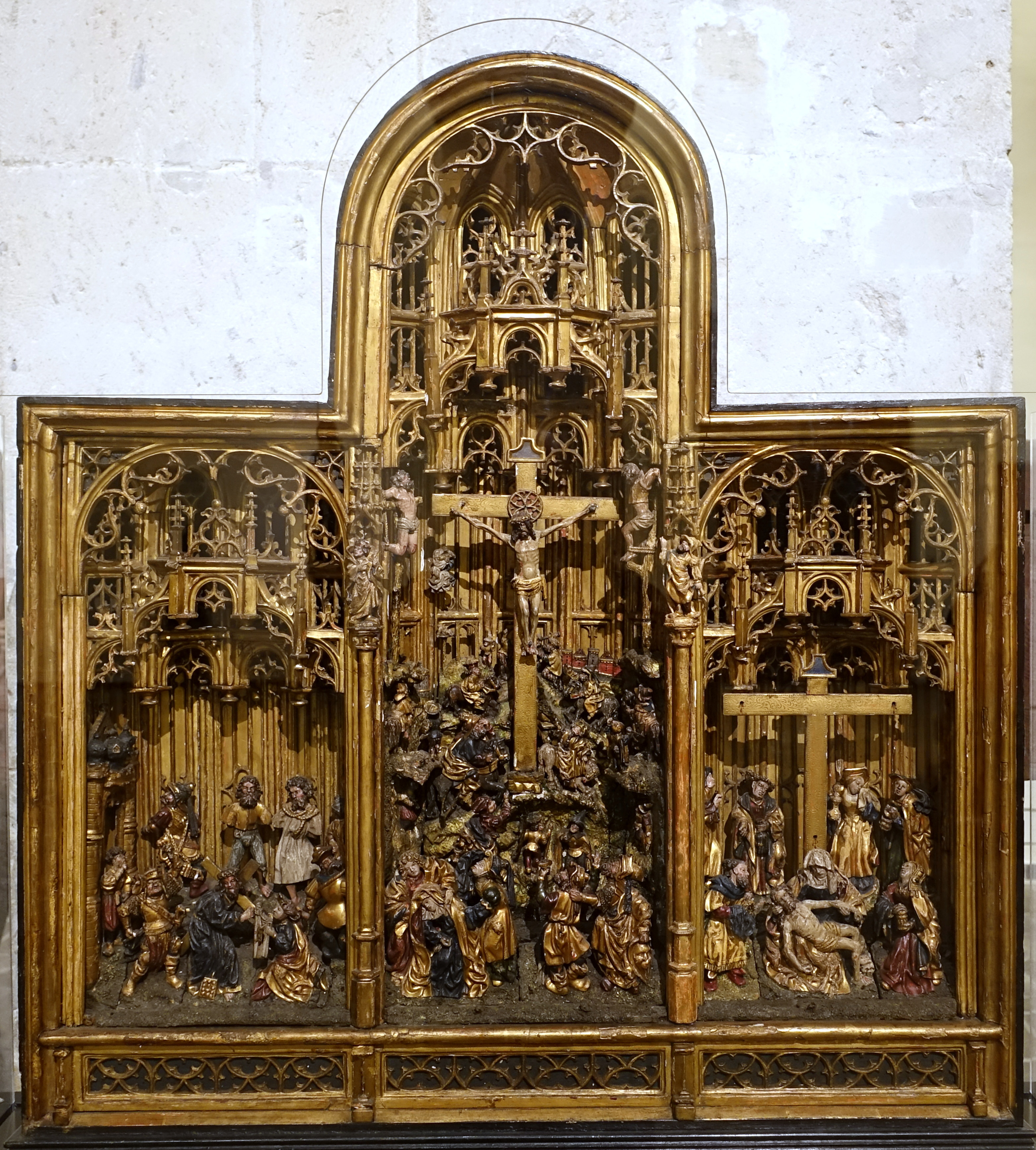
Brussels passieretabel
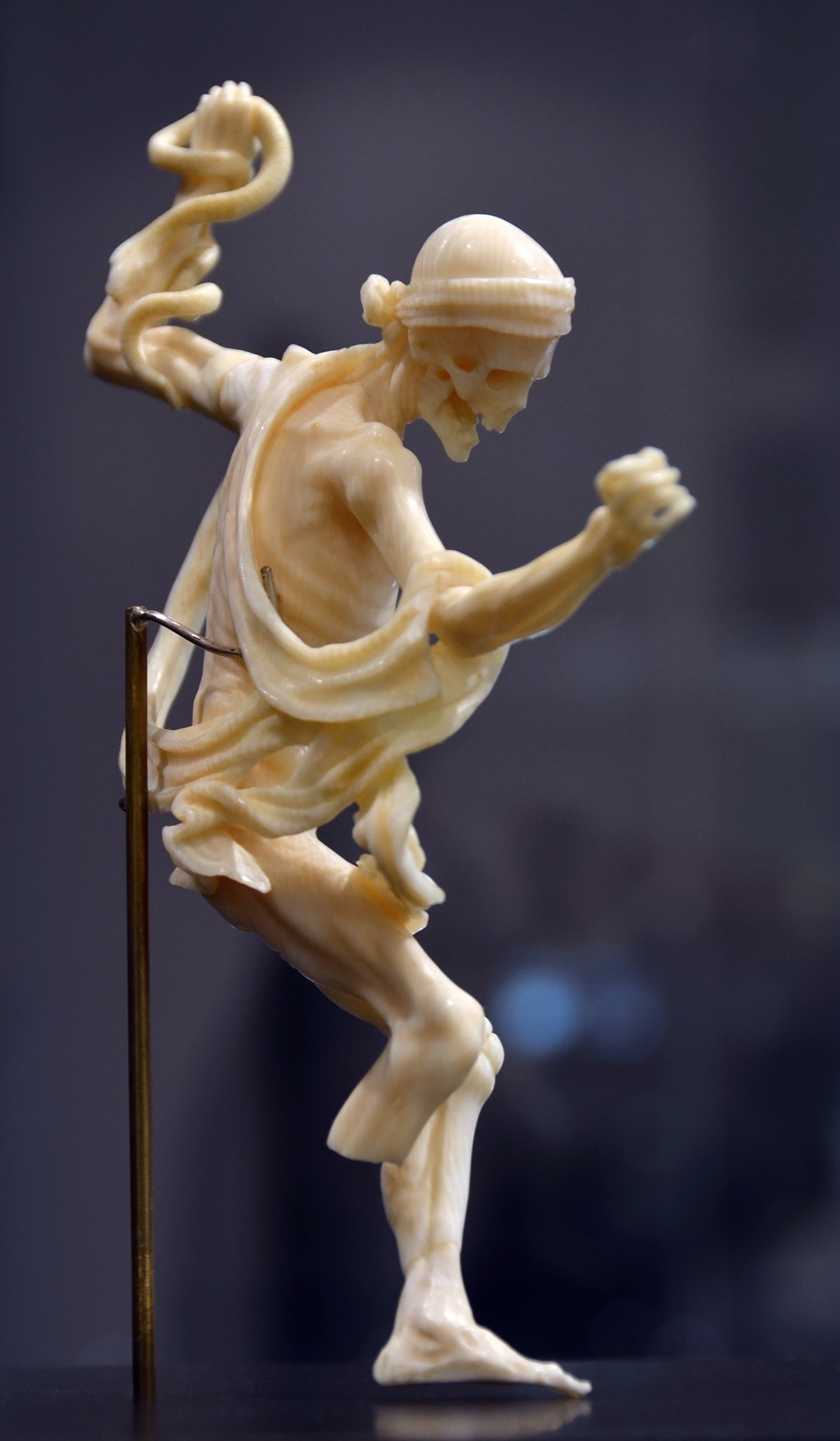
Dance macabre

### Gebrandschilderd glas
Hoogtepunten uit de collectie gebrandschilderd glas:
- Mozes en de koperen slang, ca. 1225-50 (bruikleen collectie Ludwig);
- Dood van Maria, Keuls, ca. 1250-60;[13]
- De steniging van Sint-Stefanus, ca. 1280;`
- Tien gebodenvenster, uit de Karmelietenkerk van Boppard, ca. 1440;[14]
- Sint-Jacobus en Maria Magdalena, Nederrijns, ca. 1460;
- Aanbidding der Koningen, uit de sacristie van de Keulse raadhuiskapel, 1474;[15]
- een 25-tal tondo's uit de late 15e en vroege 16e eeuw;
- Bernarduscyclus, serie met taferelen uit het leven van Bernardus van Clairvaux, afkomstig uit het klooster Altenberg bij Wetzlar, ca. 1520-30;[16]
- Madonna in de stralenkrans, Jakob Kistenfiger, München, ca. 1510;
- Sint-Cecilia met vrouwelijke donors, ca. 1525-30;
- Twee bellen blazende jongens, uit het klooster Altenberg, ca. 1530.[17]

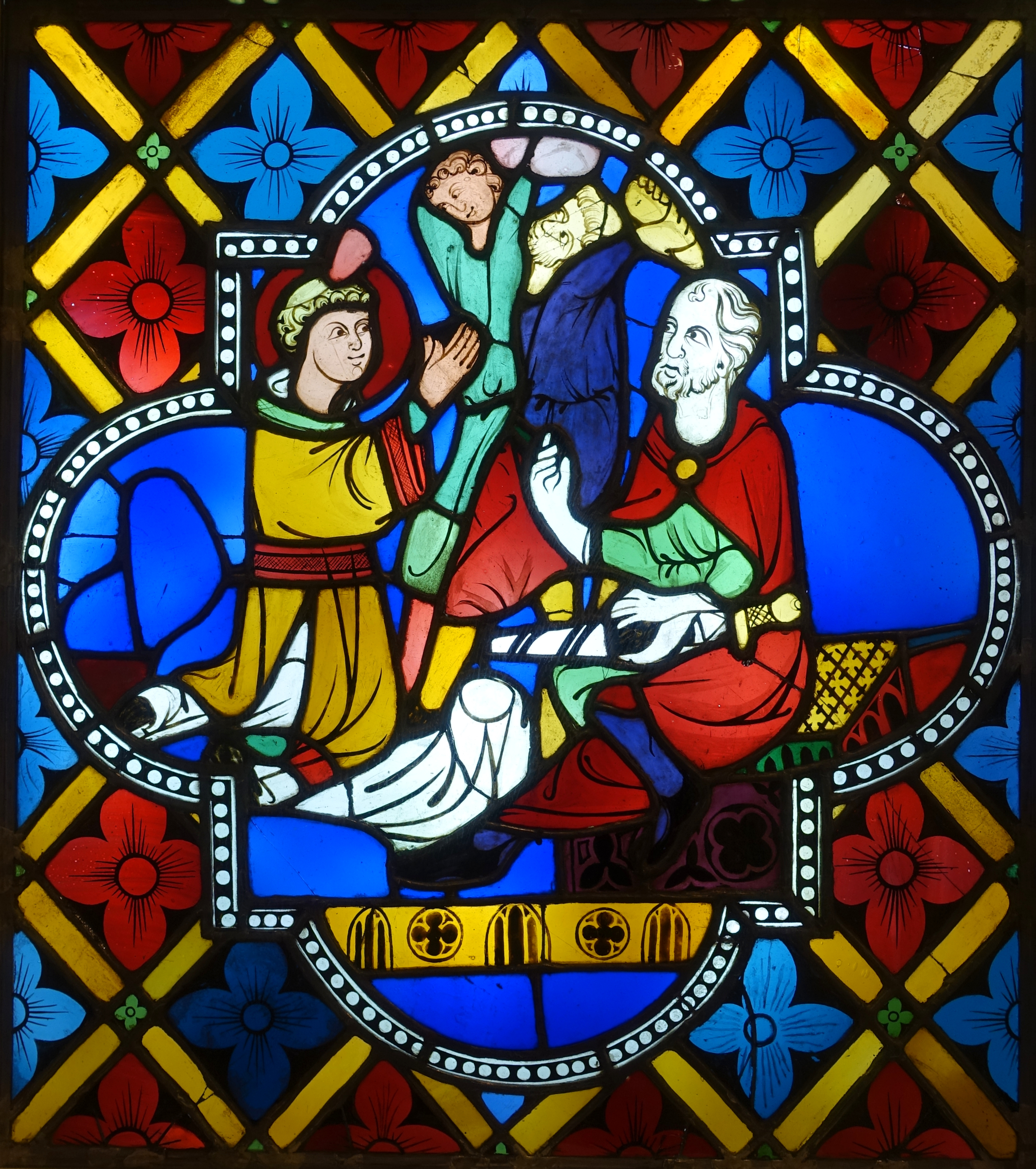
Steniging van Stefanus
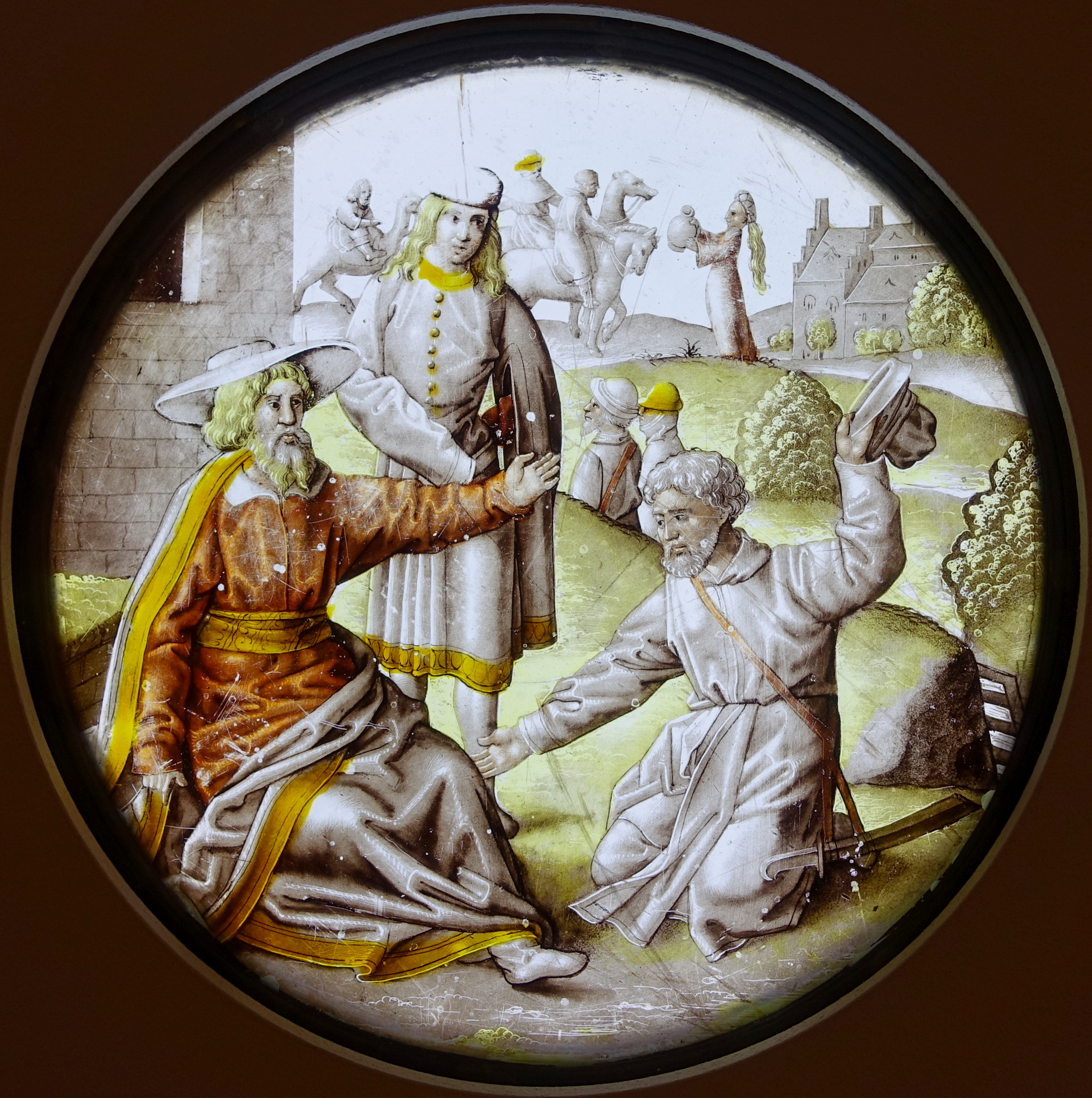
Zuid-Nederlands tondovenster
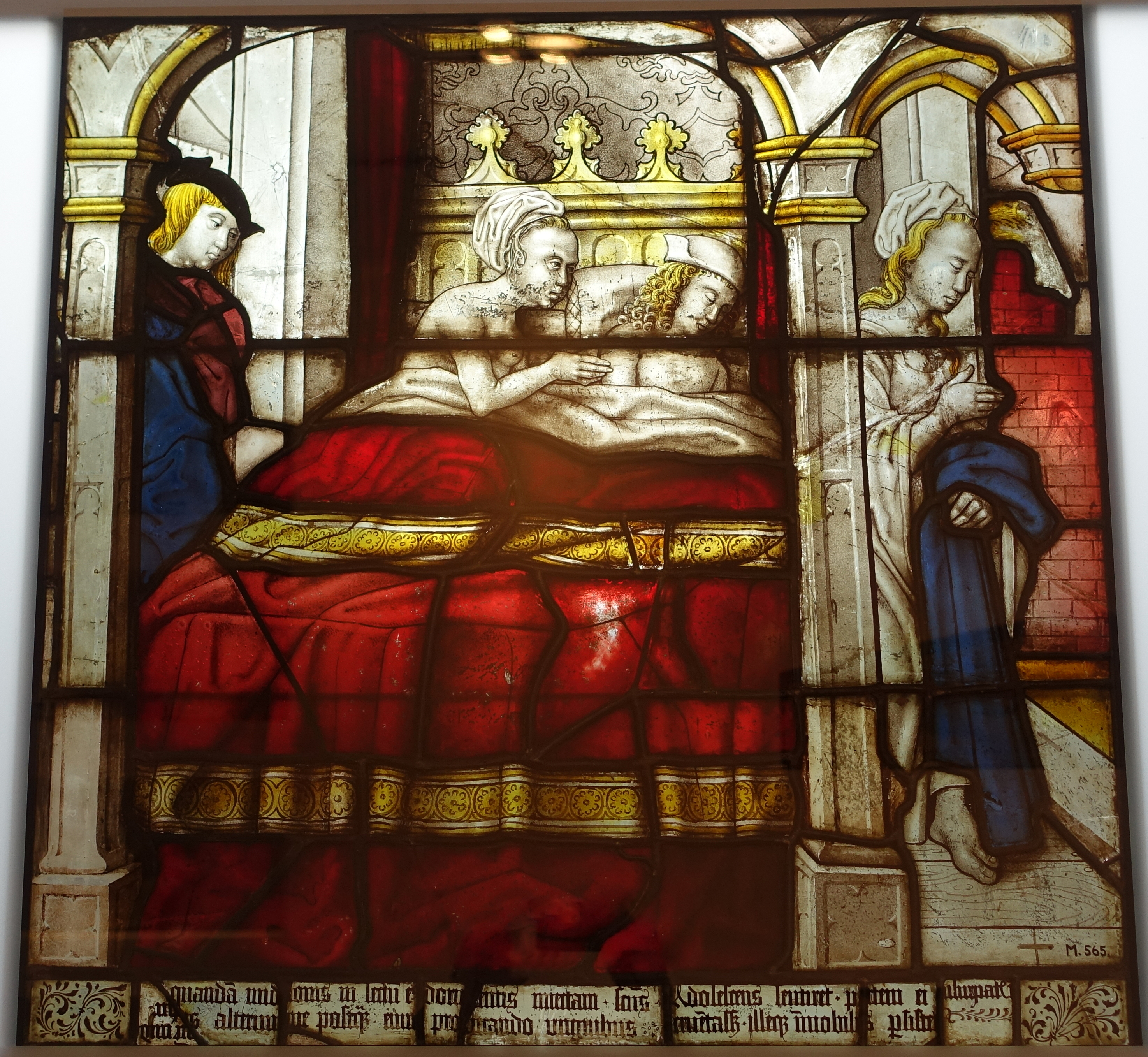
Bernarduscyclus
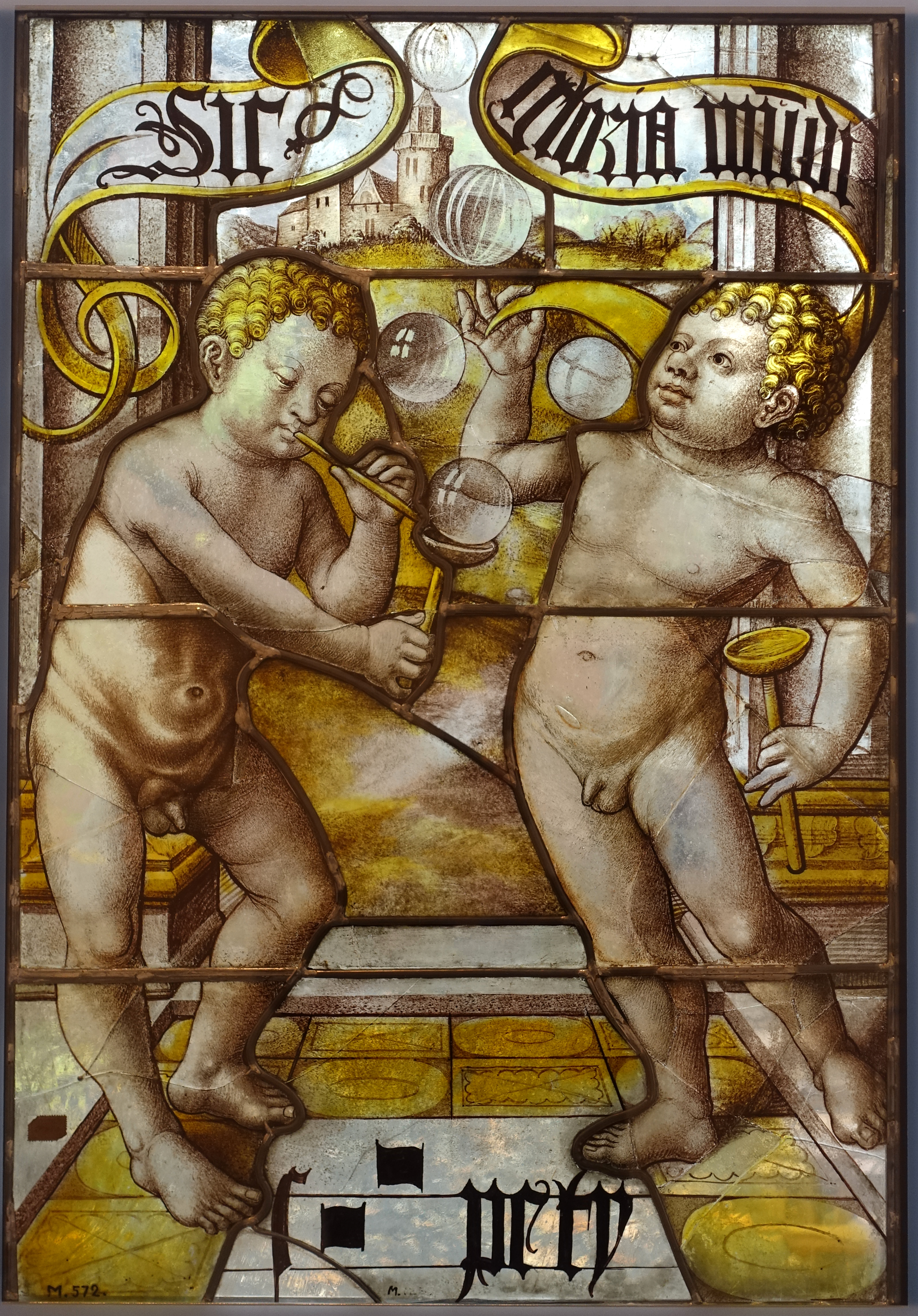
Bellen blazende jongens

### Edelsmeedkunst
Hoogtepunten uit de collectie edelsmeedkunst:
- Gemmenkruis, Keuls, 9e/10e eeuw;
- Verguld zilveren boekomslag met ivoren paneeltje met Christus als wereldheerser en de heiligen Gereon en Victor, ca. 1000;[18]
- Modoalduskruis, verguld koperen processiekruis, begin 12e eeuw;[19]
- Verguld zilveren boekomslag met emailleplaatjes, Maas-Rijnlands, ca. 1160-80;[20]
- Verguld zilveren paneel uit Sint-Ursulakerk, ca. 1170, met 15e-eeuwse beschildering;[21]
- Draagaltaar uit Maria in het Capitool (geëmailleerd), eind 12e eeuw;[22]
- Processiekruis van bergkristal en zilver, eind 13e eeuw;[23]
- Verguld zilveren bisschopsstaf, Nederrijns, ca. 1480;
- Verguld zilveren monstransen, 15e eeuw;[24]
- Corneliushoorn, reliekhouder van buffelhoorn met zilverbeslag, 15e eeuw.

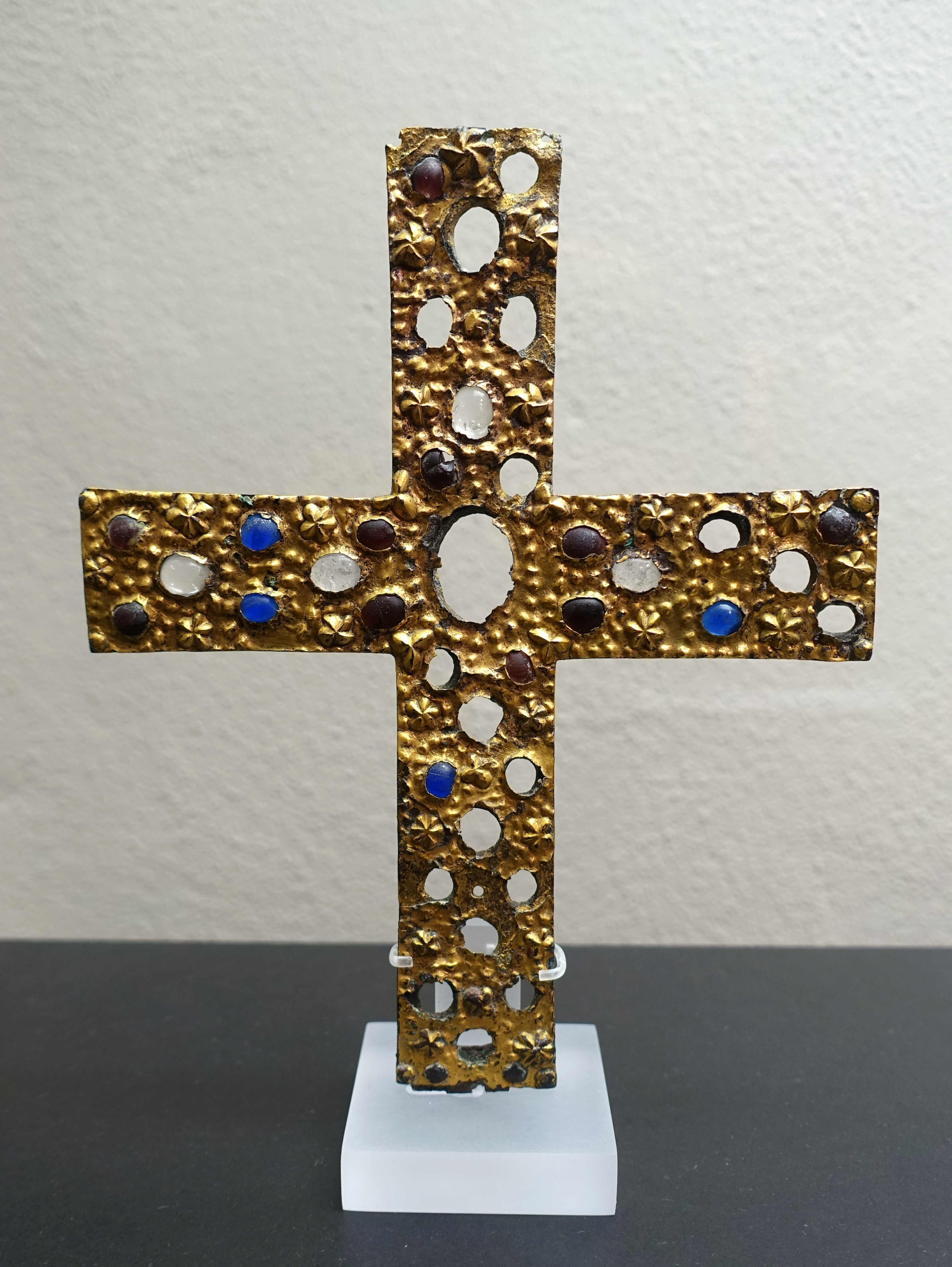
Gemmenkruis
St-Gereon & Victorpaneel
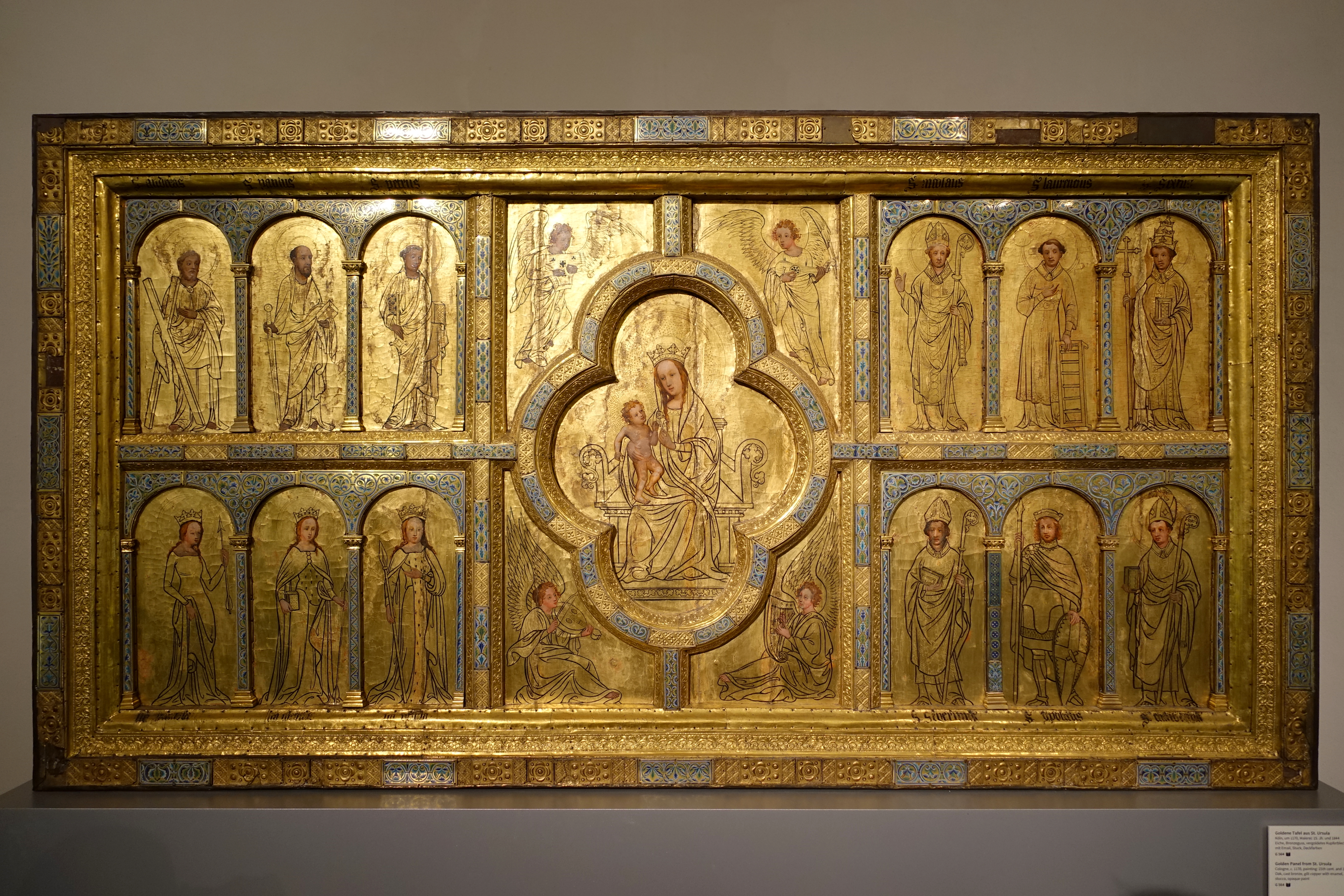
Sint-Ursulapaneel
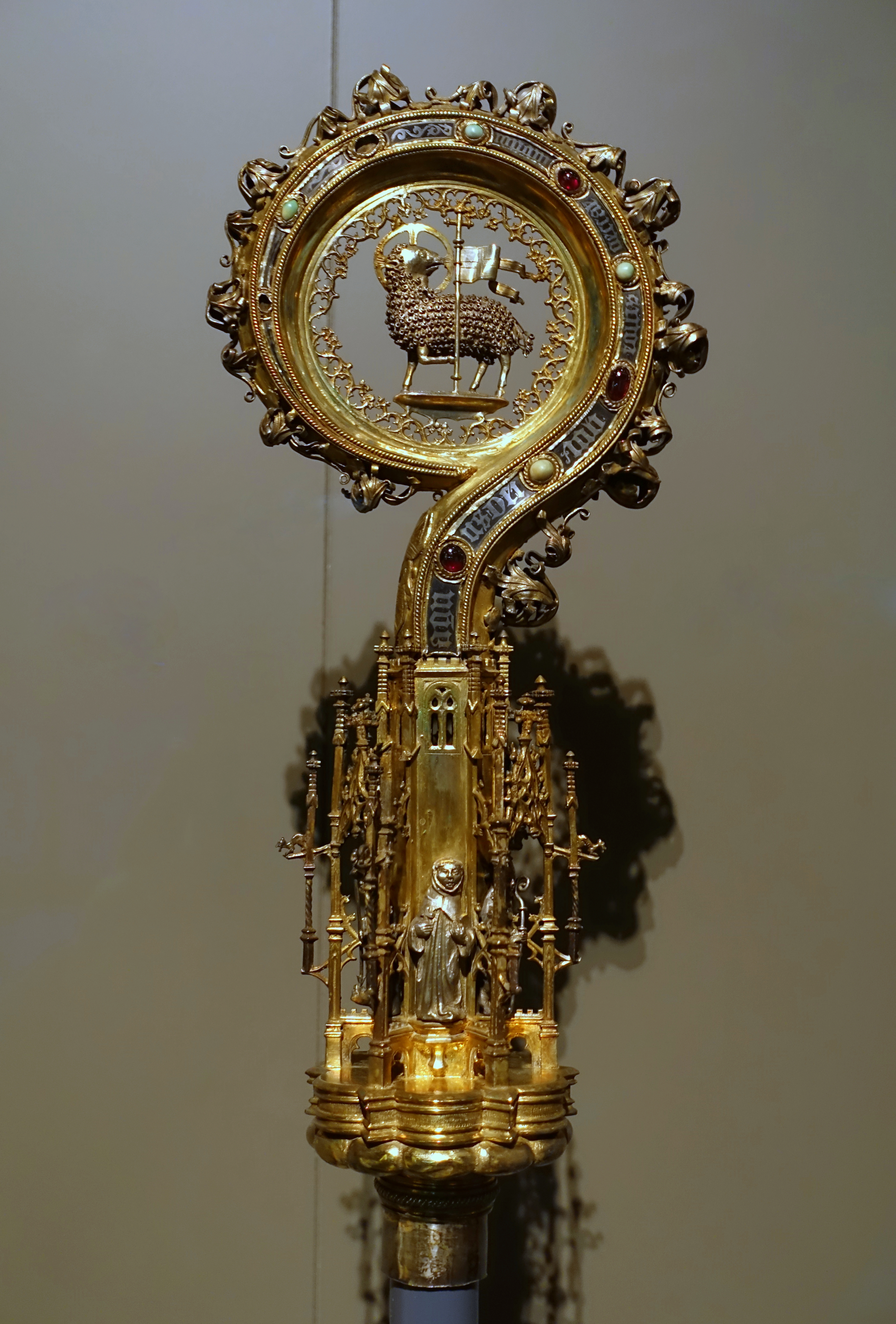
Bisschopsstaf

### Boeken en paramenten
Hoogtepunten uit de collectie boeken, handschriften en paramenten:
- Karolingisch evangeliarium, uit de Abdij van Saint-Amand, ca. 860-880;
- Getijdenboek, Gent of Brugge, ca. 1500;
- linnen schouderdoek (amice) met zijdeborduursel, uit het benedictijnenklooster Engelberg, ca. 1300-10;
- verzameling kazuifels, 15e-18e eeuw.[25]

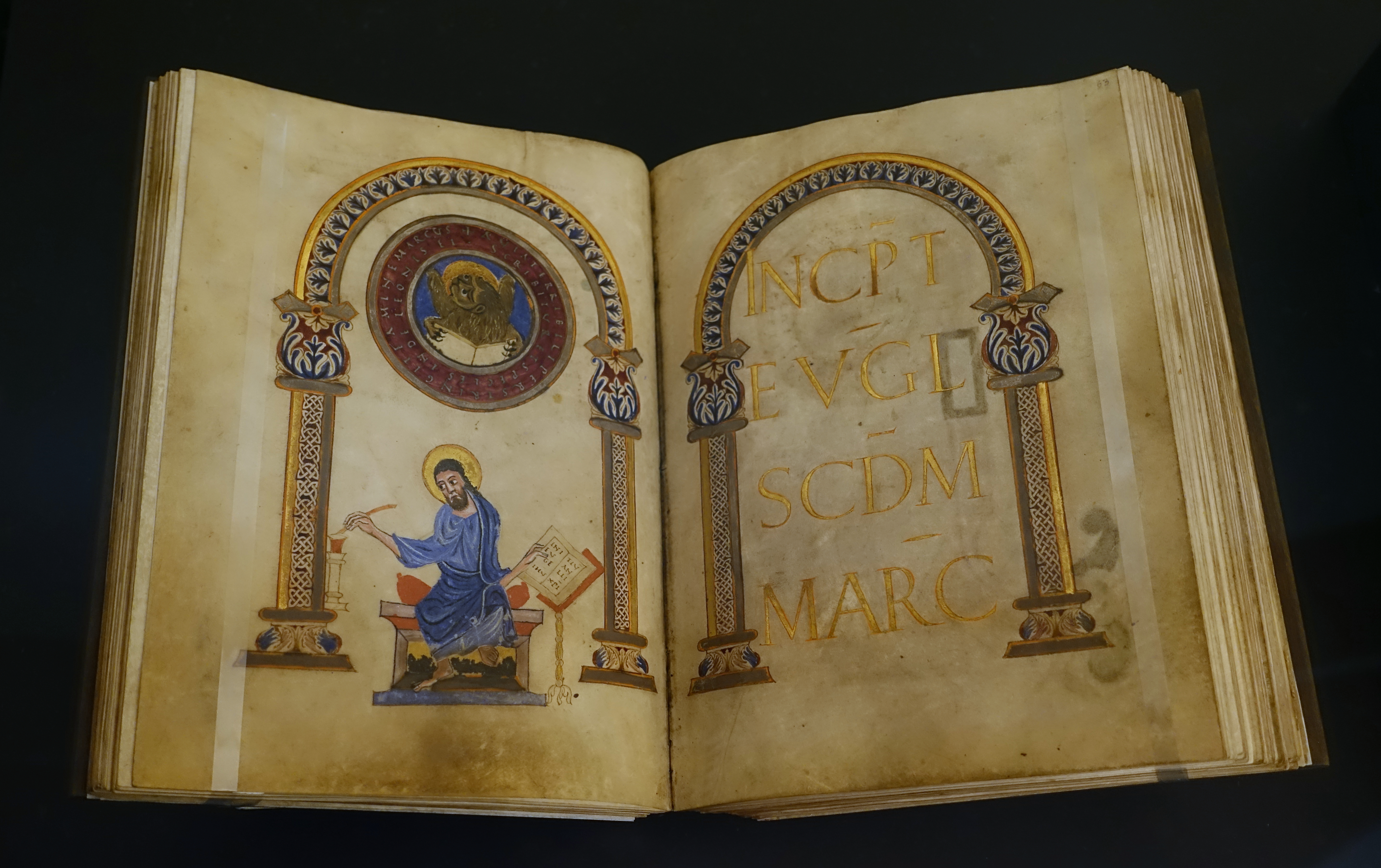
Karolingisch evangeliarium
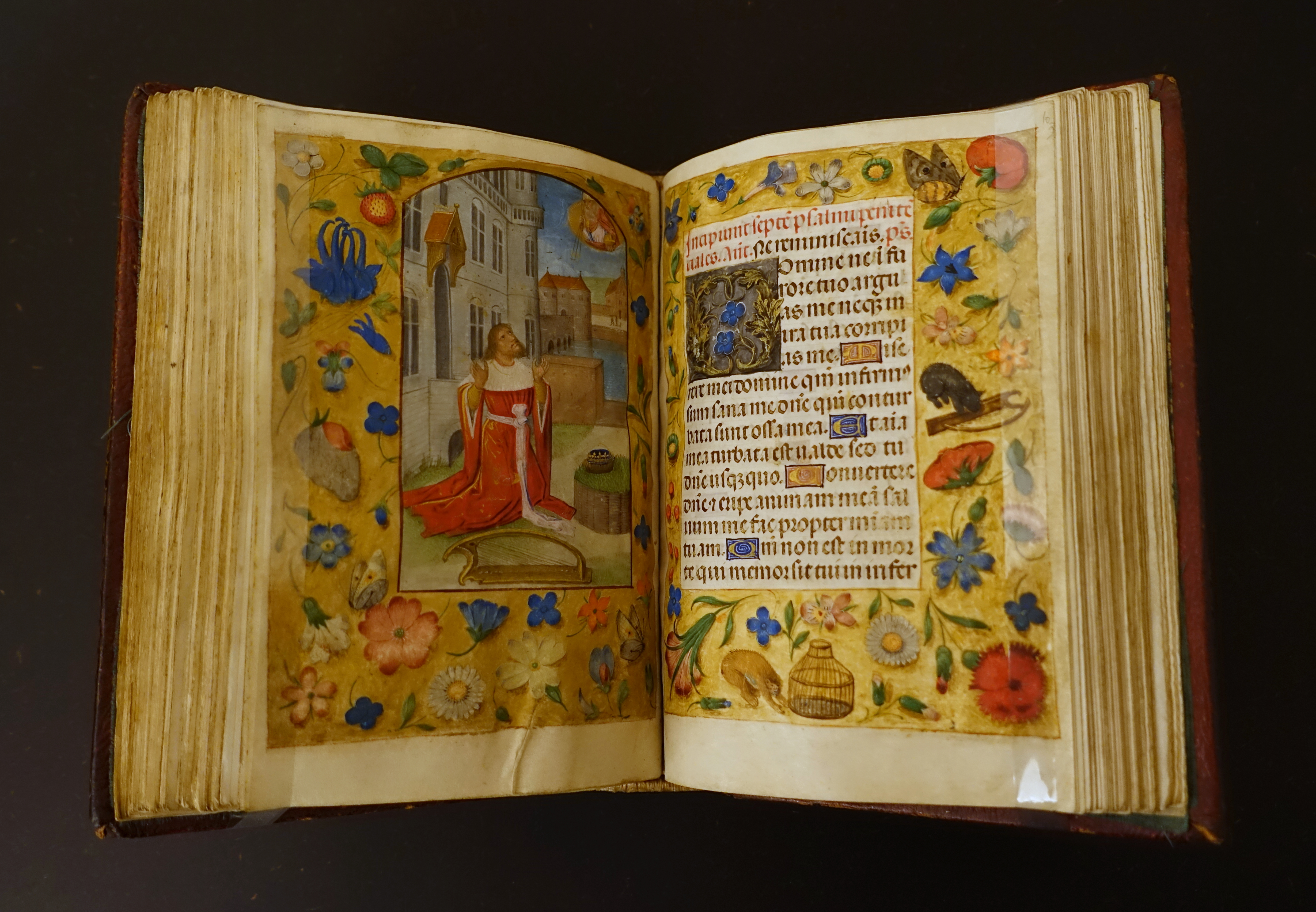
Vlaams getijdenboek
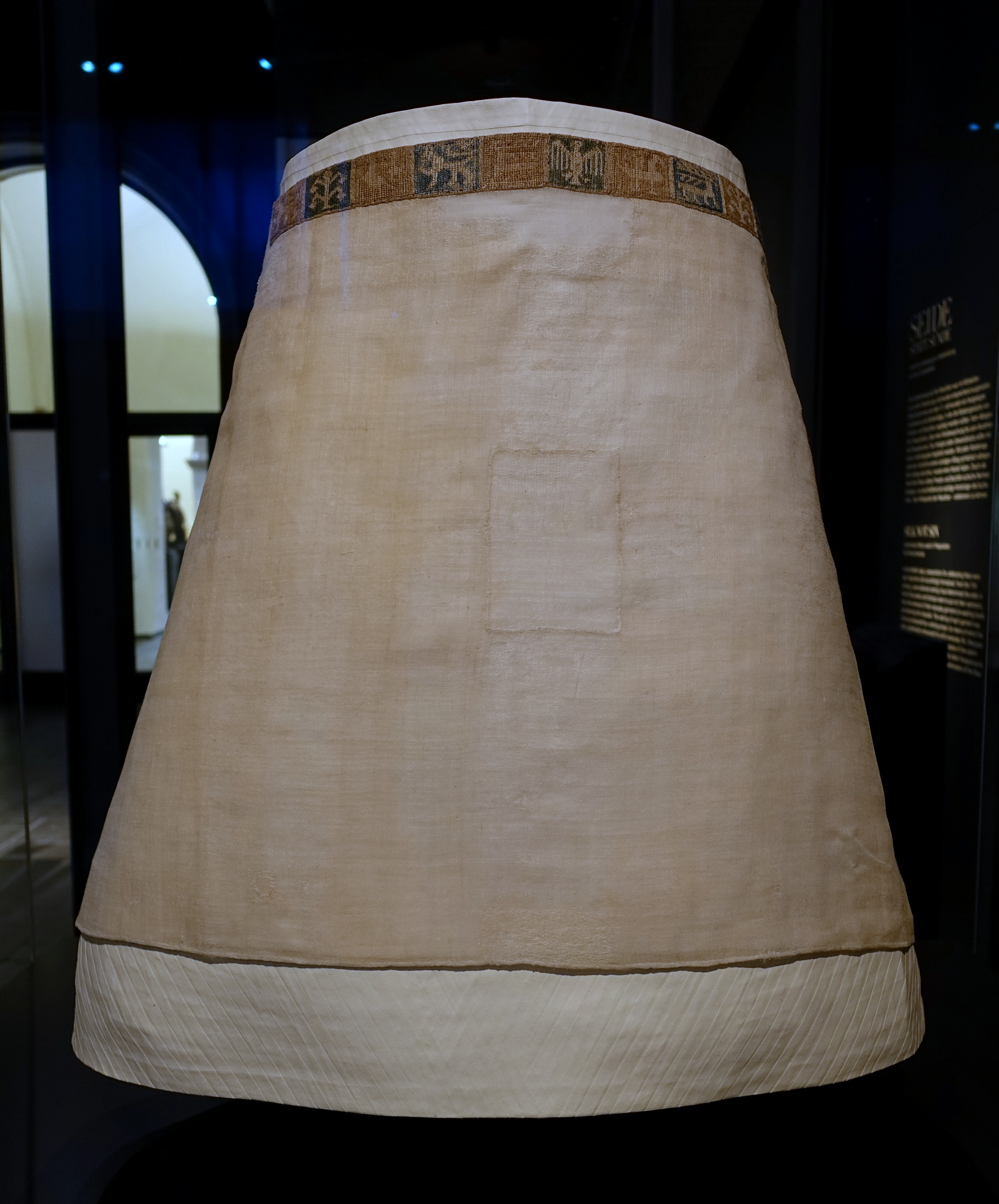
Engelbergse schouderdoek
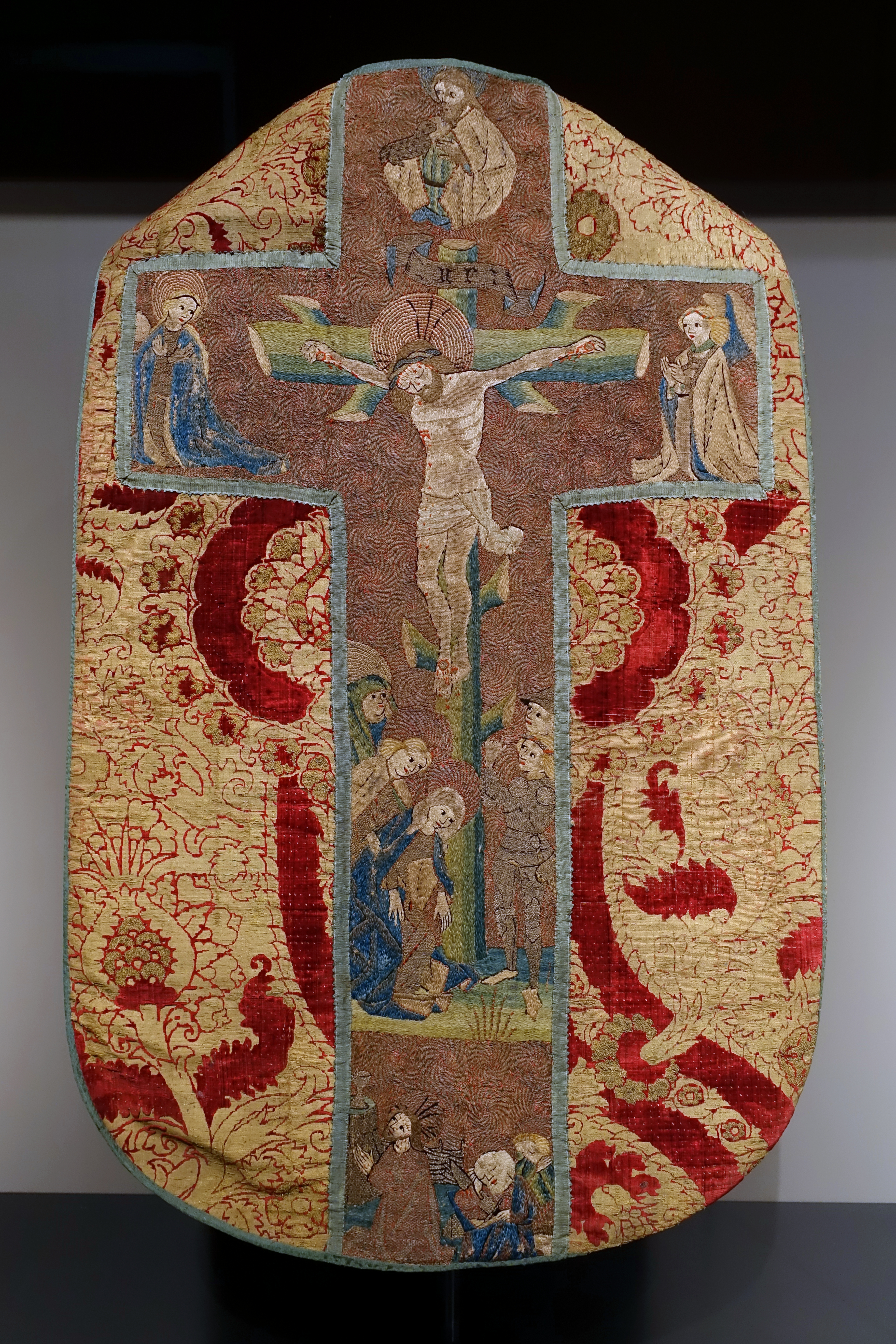
15e-eeuwse kazuifel